# تلمبه آبکار
تلمبه آبکار یک منطقهٔ مسکونی در ایران است که در دهستان قطب‌آباد واقع شده‌است.